# Phlyctaina irrigualis
Phlyctaina irrigualis là một loài bướm đêm trong họ Noctuidae.